# Carl Herrera
Carl Víctor Herrera Alleyne (* 14. Dezember 1966 in Canaan) ist ein ehemaliger venezolanischer Basketballspieler.

## Werdegang

### Spieler
Herrera wurde in Trinidad und Tobago geboren, er spielte in Venezuela als Jugendlicher Basketball an einer Schule in einem Vorort von Caracas. Ab dem 16. Lebensjahr spielte er im Erwachsenenbereich für die Bravos de Portuguesa. Im Alter von 19 Jahren stellte er zwei Bestmarken in der venezolanischen Liga auf: Herrera kam in einem Spiel auf 34 Rebounds, in einem anderen blockte er 13 gegnerische Würfe. Er ging in die Vereinigten Staaten. Dort war er als Student von 1987 bis 1989 Mitglied der Basketballmannschaft des Jacksonville College in Texas und anschließend in der Saison 1989/90 im selben Bundesstaat der University of Houston.
In der Saison 1990/91 stand Herrera bei Real Madrid unter Vertrag, bestritt mit der Mannschaft im März 1991 die beiden Endspiele im Europapokal Korać-Cup, die jedoch verloren wurden. Herrera erzielte in den beiden Spielen insgesamt 35 Punkte. Er wurde der erste Venezolaner in der nordamerikanischen Liga NBA, ab 1991 spielte Herrera für die Houston Rockets. 1994 und 1995 gewann er mit den Texanern an der Seite von Hakeem Olajuwon jeweils den NBA-Meistertitel. Olajuwon gab ihm den Spitznamen Amigo. Zu den Stärken des Venezolaners gehörte die Verteidigung, seine beste Ausbeute im Angriff während einer NBA-Hauptrunde erreichte Herrera 1996/97, als er für die San Antonio Spurs im Durchschnitt 8 Punkte je Begegnung erzielte. Zwischen 1991 und 1999 bestritt Herrera insgesamt 506 NBA-Spiele.
Von 1999 bis 2008 spielte er wieder in Venezuela, er gewann die Südamerikameisterschaft für Vereinsmannschaften.
Mit Venezuelas Nationalmannschaft gewann Herrera 1991 die Südamerikameisterschaft sowie 1999 und 2001 jeweils Bronze. 1992 nahm er an den Olympischen Sommerspielen teil, war bei dem Turnier mit 16,7 Punkten je Begegnung zweitbester Korbschütze seiner Mannschaft. Er trat mit Venezuela ebenfalls bei den Weltmeisterschaften 1990 und 2002 an.

### Trainer
Als Trainer war er später in Venezuela für die Estudiantes de Guárico und die Gigantes de Guayana tätig.

### Privates
Im Dezember 2014 wurde Herrera verletzt, als er als Gast eines Lokals auf der venezolanischen Insel Margarita in eine Schießerei geriet.